# Міусинське узгір'я
Міусинське узгір'я — один з об'єктів природно-заповідного фонду Луганської області, ландшафтний заказник місцевого значення.

## Розташування
Заказник розташований в Луганській області, на території Міусинської міської ради.

## Історія
Ландшафтний заказник місцевого значення «Міусинське узгір'я» оголошений рішенням Луганської обласної ради народних депутатів № 6/35 від 31 серпня 2011 року. Наукове обгрунутвання створення заказника пыдготовлено експертами Ukrainian Nature Conservation Group.
Під час російської збройної агресії проти України (2014–2015), користуючись режимом окупації, відсутності контролюючих органів, різні особи розпочали використання природних ресурсів на території заказника. Екологи виявили на цьому природохоронному об'єкті разом з іншими на Луганщині великі копанки, які являють собою великі відкриті кар'єри, розміром до десятків гектарів, що використовуються несанкціоновано для видобування вугілля.

## Галерея

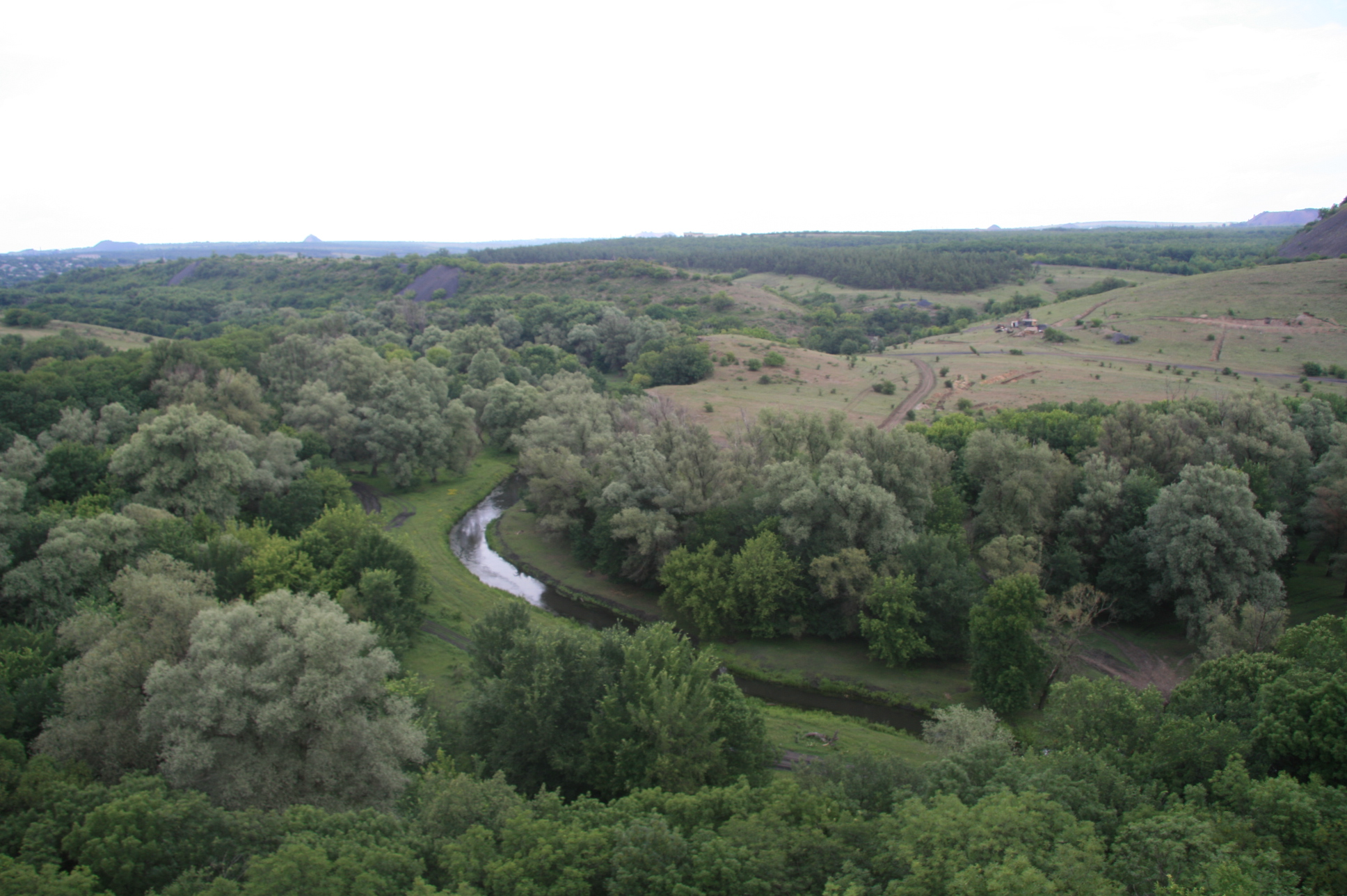
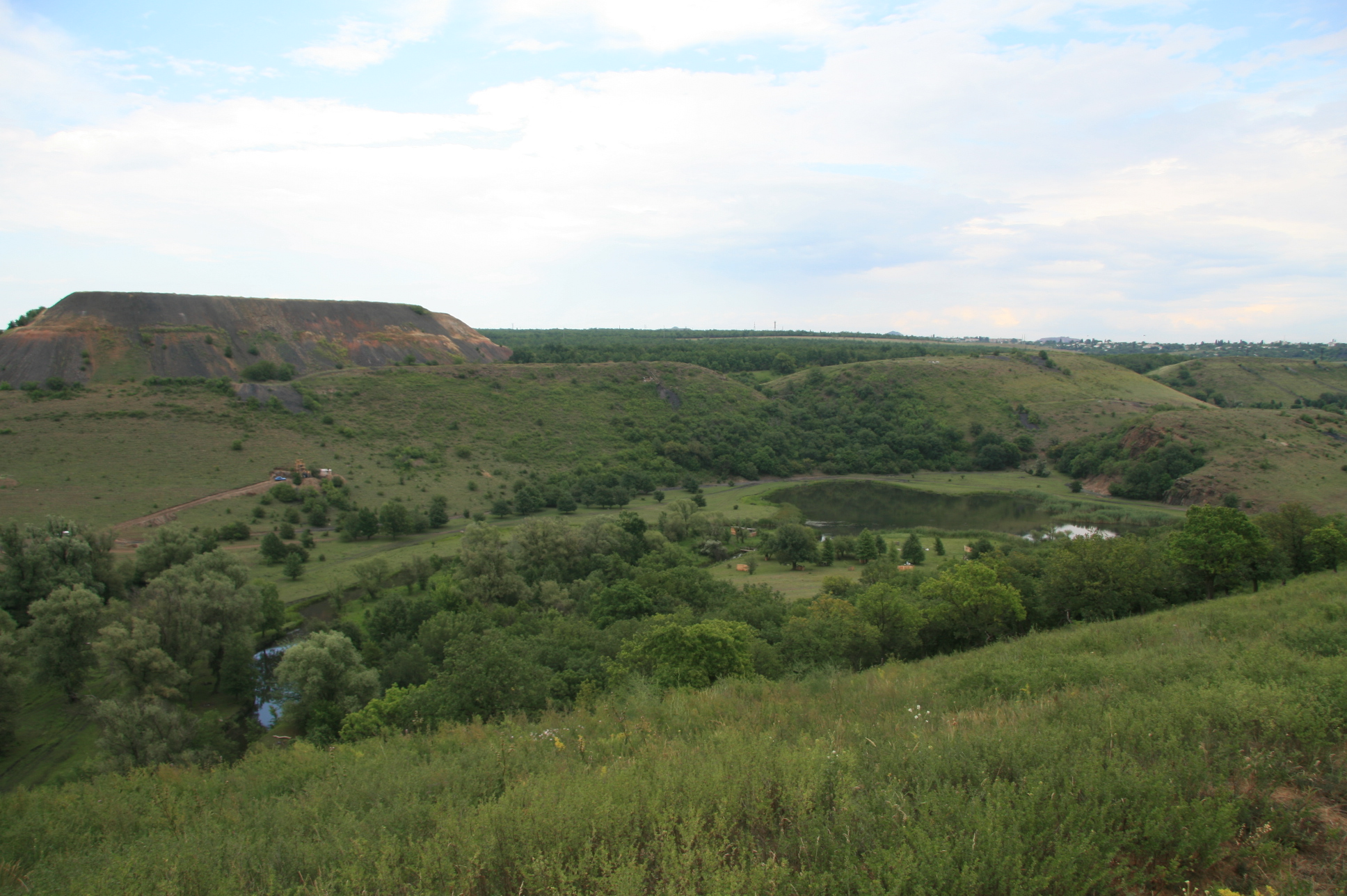
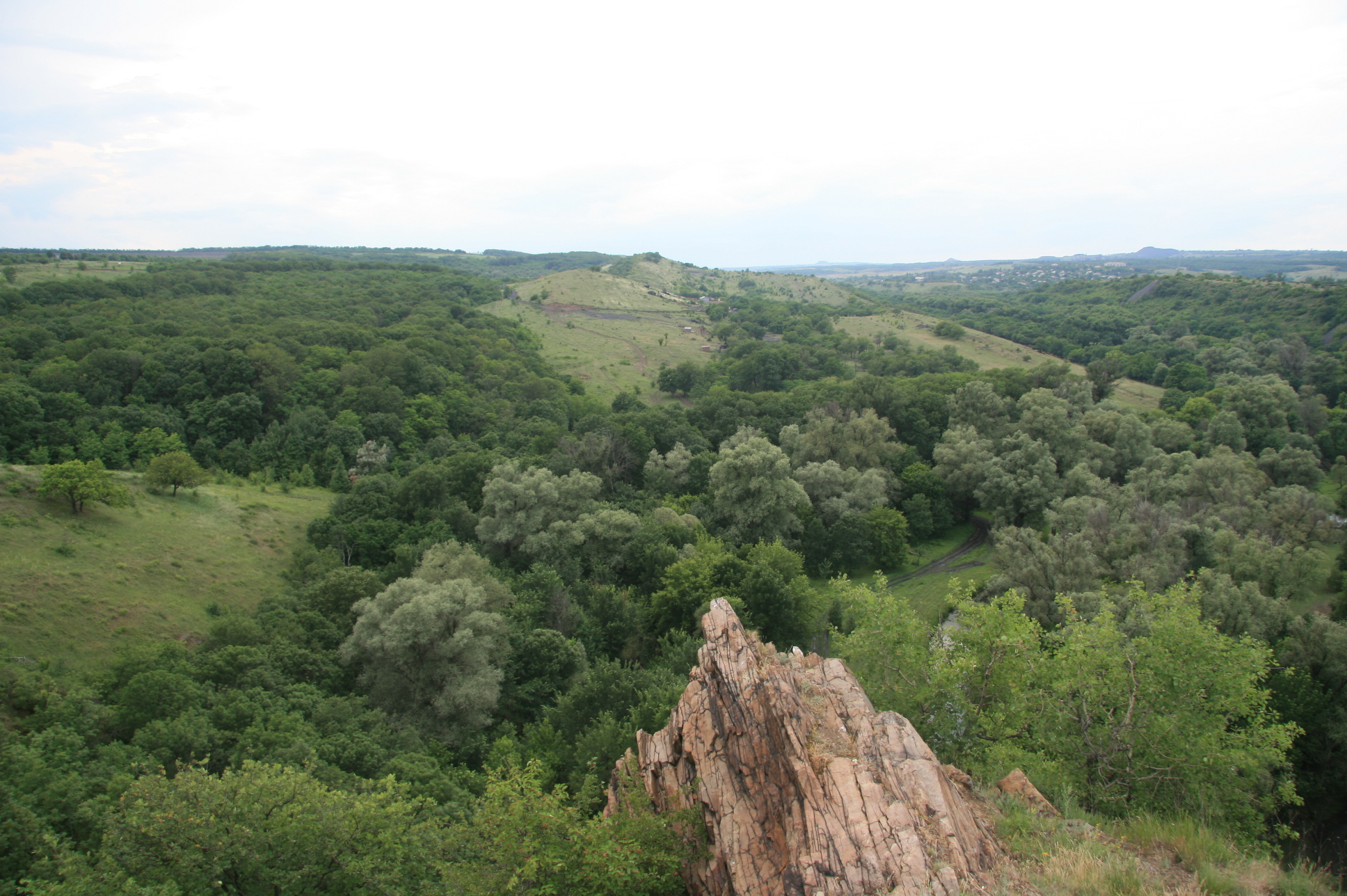

## Мета
Мета створення заказника — збереження типових для Луганщини природних ландшафтів, охорона рослинного та тваринного світу, підтримка загального екологічного балансу в регіоні.

## Загальна характеристика
Ландшафтний заказник місцевого значення «Міусинське узгір'я» має площу 188,4 га.